# اسلوبودکا (باشقیرستان)
اسلوبودکا (انگلیسی: Slobodka, Republic of Bashkortostan) یک شهرک در شهرستان ایشیمبایسکی استان باشقیرستان کشور روسیه است.